# سانتا باربرا (مسلسل)
سانتا باربرا (بالإنجليزية: Santa Barbara)‏ هو مسلسل تم إنتاجه في الولايات المتحدة. بدأ عرضه في سنة 1984 على هيئة الإذاعة الوطنية. بلغ عدد حلقاته 2137 حلقة، وتبلغ مدة الحلقة الواحدة 60 دقيقة. المسلسل من تأليف بريدجيت دوبسون وجيروم دوبسون، تم بث المسلسل لأول مرة بتاريخ 30 يوليو 1984 بينما تم بث آخر حلقة منه بتاريخ 15 يناير 1993.

## روابط خارجية
- سانتا باربرا على موقع IMDb (الإنجليزية)
- سانتا باربرا على موقع ميتاكريتيك (الإنجليزية)
- سانتا باربرا على موقع روتن توميتوز (الإنجليزية)
- سانتا باربرا على موقع كينوبويسك (الروسية)
- سانتا باربرا على موقع ألو سيني (الفرنسية)
- سانتا باربرا على موقع قاعدة بيانات الفيلم (الإنجليزية)